# Championnat de France masculin de handball de deuxième division 2023-2024
Navigation
Proligue 2022-2023 Proligue 2024-2025
La Proligue 2023-2024 est la soixante-douzième édition du Championnat de France masculin de handball de deuxième division et la septième sous le nom de Proligue.

## Formule
La Proligue est disputée par 16 clubs en deux phases : une phase régulière et une phase finale.
À l'issue de la phase régulière, le premier est promu en Starligue. La phase finale détermine ensuite le Champion de Proligue et le second promu :
- des barrages sont disputés en aller et retour entre les clubs classés de la 3e à la 6e place (le 3e contre le 6e et le 4e contre le 5e, le mieux classé recevant au match retour). Les deux vainqueurs de ces rencontres participent à un grand Final Four où ils retrouvent les deux premiers de la phase régulière. En cas d'égalité, l'équipe qui a marqué le plus grand nombre de buts à l'extérieur se qualifie pour les phases finales. En cas d'égalité parfaite, il y a une prolongation de 2 × 5 minutes puis une éventuelle séance de jets de 7 mètres en cas de nouvelle égalité à l'issue de cette prolongation.
- une finale à quatre est ensuite organisée sur deux jours consécutifs entre les vainqueurs des matchs de barrage et les clubs ayant terminé aux deux premières places de la phase régulière. Le club classé premier à l'issue de la phase régulière affronte le vainqueur des barrages le moins bien classé à l'issue de la phase régulière. Le vainqueur de cette phase finale est déclaré champion de Proligue et accède également en Lidl Starligue. Dans le cas où le club qui termine premier à l'issue de la phase régulière gagne la phase finale, c'est le finaliste qui l'accompagne en Lidl Starligue. En cas d'égalité, il y a une prolongation de 2 × 5 minutes puis une éventuelle séance de jets de 7 mètres en cas de nouvelle égalité à l'issue de cette prolongation.

En bas du classement, les deux derniers sont relégués en Nationale 1.

## Présentation

### Les clubs participants
| \| Cherbourg Istres Tremblay Caen Villeurbanne Sélestat Besançon Frontignan Cournon Billère Valence Nancy Pontault-C. Massy Sarrebourg Angers \| Localisation des clubs engagés dans le championnat. |
| Cherbourg Istres Tremblay Caen Villeurbanne Sélestat Besançon Frontignan Cournon Billère Valence Nancy Pontault-C. Massy Sarrebourg Angers                                                           |

| Club                              | Classement 2022-2023 | Entraîneur           | Salle                                  | Capacité théorique |
| --------------------------------- | -------------------- | -------------------- | -------------------------------------- | ------------------ |
| Istres Provence Handball          | 15e de D1            | Gilles Derot         | Halle polyvalente                      | 1 600              |
| Sélestat Alsace Handball          | 16e de D1            | Laurent Busselier    | CSI Sélestat                           | 2 300              |
| Tremblay Handball                 | 3e                   | Cherif Hamani        | Palais des sports de Tremblay          | 1 020              |
| Pontault-Combault Handball        | 4e                   | Guillaume Saurina    | Espace Roger Boisramé                  | 1 300              |
| Frontignan Handball               | 5e                   | Asier Antonio Marcos | Salle Henri Ferrari                    | 500                |
| Caen Handball                     | 6e                   | Roch Bedos           | Palais des sports de Caen              | 3 650              |
| Billère Handball                  | 7e                   | Daniel Deherme       | Sporting d'Este                        | 1 500              |
| Sarrebourg Moselle-Sud Handball   | 9e                   | Arnaud Calbry        | Centre sportif Pierre-de-Coubertin     | 1 000              |
| Nancy Handball                    | 10e                  | Yérime Sylla         | Palais des Sports Jean-Weille          | 6 000              |
| Massy Essonne Handball            | 11e                  | Thomas Lefebvre      | Centre Pierre-de-Coubertin             | 800                |
| Jeunesse sportive de Cherbourg    | 12e                  | Edu Roura            | Complexe sportif Jean-Jaurès           | 1 975              |
| Grand Besançon Doubs Handball     | 13e                  | Benoît Guillaume     | Palais des sports Ghani-Yalouz         | 3 280              |
| Valence Handball                  | 14e                  | Éric Forets          | Palais des sports Pierre-Mendès-France | 2 000              |
| Villeurbanne Handball Association | 15e                  | Semir Zuzo           | Salle des Gratte-Ciel                  | 1 500              |
| Angers SCO Handball               | 1re VAP de N1        | Issam Tej            | Salle du Haras                         | 1 200              |
| HBC Cournon-d'Auvergne            | 6e VAP de N1         | Marjan Kolev         | Maison des Sports                      | 4 500              |

Remarque : le Villeurbanne Handball Association a été repêché après que le Bordeaux Bruges Lormont n'a pas été autorisé à jouer en Proligue à la vue de sa situation financière.

## Saison régulière

### Modalités
Le classement est défini ainsi :
1. le plus grand nombre de points (2 points pour une victoire, 1 point pour un nul, aucun point pour une défaite, le total pouvant être minoré de points de pénalité),
2. le plus grand nombre de points obtenu dans les confrontations entre les équipes à égalités,
3. la plus grande différence de buts dans les confrontations entre les équipes à égalités,
4. le plus grand nombre de buts marqués à l'extérieur dans les confrontations entre les équipes à égalités,
5. la plus grande différence de buts dans tous les matchs de la compétition,
6. le plus grand nombre de buts marqués dans tous les matchs de la compétition,
7. le plus grand nombre de buts marqués à l'extérieur dans tous les matchs de la compétition.

### Classement
|    | Équipe                     | Pts             | J               | G               | N               | P               | Bp              | Bc              | Diff            | Dép             |
| -- | -------------------------- | --------------- | --------------- | --------------- | --------------- | --------------- | --------------- | --------------- | --------------- | --------------- |
| 1  | Tremblay Handball          | 54              | 28              | 27              | 0               | 1               | 986             | 796             | 190             | /               |
| 2  | Istres Provence Handball R | 40              | 28              | 19              | 2               | 7               | 893             | 833             | 60              | /               |
| 3  | Pontault-Combault Handball | 37              | 28              | 17              | 3               | 8               | 842             | 800             | 42              | /               |
| 4  | Sélestat Alsace Handball R | 36              | 28              | 17              | 2               | 9               | 845             | 769             | 76              | /               |
| 5  | JS Cherbourg               | 33              | 28              | 15              | 3               | 10              | 803             | 775             | 28              | /               |
| 6  | Frontignan Handball        | 30-3            | 28              | 15              | 3               | 10              | 943             | 904             | 39              | /               |
| 7  | Grand Besançon Doubs HB    | 27              | 28              | 13              | 1               | 14              | 822             | 851             | -29             | /               |
| 8  | Nancy Handball             | 25              | 28              | 12              | 1               | 15              | 874             | 876             | -2              | /               |
| 9  | Billère Pau Pyrénées       | 24              | 28              | 11              | 2               | 15              | 816             | 807             | 9               | /               |
| 10 | Sarrebourg Moselle-Sud     | 21              | 28              | 10              | 1               | 17              | 815             | 879             | -64             | /               |
| 11 | Valence Handball           | 20              | 28              | 10              | 0               | 18              | 802             | 862             | -60             | /               |
| 12 | Caen Handball              | 18              | 28              | 8               | 2               | 18              | 815             | 880             | -65             | /               |
| 13 | HBC Cournon-d'Auvergne P   | 18              | 28              | 8               | 2               | 18              | 806             | 858             | -52             | /               |
| 14 | Massy Essonne Handball     | 18-3            | 28              | 9               | 3               | 16              | 810             | 881             | -71             | /               |
| 15 | Angers SCO Handball P      | 13              | 28              | 5               | 3               | 20              | 784             | 885             | -101            | /               |
| 16 | Villeurbanne HA            | forfait général | forfait général | forfait général | forfait général | forfait général | forfait général | forfait général | forfait général | forfait général |

Légende
- Promu en Starligue 2024-2025
000et qualifié pour les demi-finales.
- Qualifié pour les demi-finales.
- Qualifié pour les barrages (1/4).
- Relégué en Nationale 1 2024-2025.
- P : Promu de Nationale 1 en 2023.
- R : Relégué de Starligue en 2023.
- -N : points de pénalité.
- Forfait général[1]

Classement officiel

## Phase finale
|  | Barrages | Barrages                       | Barrages                 | Barrages                 |                   |                   | Demi-finales  | Demi-finales  | Demi-finales  | Demi-finales  |  |  | Finale      | Finale      | Finale      | Finale      |
|  |          |                                |                          |                          |                   |                   |               |               |               |               |  |  |             |             |             |             |
|  |          |                                |                          |                          |                   |                   | 1er juin 2024 | 1er juin 2024 | 1er juin 2024 | 1er juin 2024 |  |  | 2 juin 2024 | 2 juin 2024 | 2 juin 2024 | 2 juin 2024 |
|  |          |                                |                          |                          |                   |                   | 1er juin 2024 | 1er juin 2024 | 1er juin 2024 | 1er juin 2024 |  |  | 2 juin 2024 | 2 juin 2024 | 2 juin 2024 | 2 juin 2024 |
|  |          |                                |                          |                          |                   |                   | 1er juin 2024 | 1er juin 2024 | 1er juin 2024 | 1er juin 2024 |  |  | 2 juin 2024 | 2 juin 2024 | 2 juin 2024 | 2 juin 2024 |
|  |          |                                |                          |                          |                   |                   | 1er juin 2024 | 1er juin 2024 | 1er juin 2024 | 1er juin 2024 |  |  | 2 juin 2024 | 2 juin 2024 | 2 juin 2024 | 2 juin 2024 |
|  |          |                                |                          |                          |                   |                   | 1er juin 2024 | 1er juin 2024 | 1er juin 2024 | 1er juin 2024 |  |  | 2 juin 2024 | 2 juin 2024 | 2 juin 2024 | 2 juin 2024 |
|  | 1er      | Tremblay Handball              | 37                       | 37                       |                   |                   |               |               |               |               |  |  | 2 juin 2024 | 2 juin 2024 | 2 juin 2024 | 2 juin 2024 |
|  | 1er      | Tremblay Handball              | 37                       | 37                       | 21 et 24 mai 2024 |                   |               |               |               |               |  |  | 2 juin 2024 | 2 juin 2024 | 2 juin 2024 | 2 juin 2024 |
|  |          |                                | 6e                       | Frontignan Handball      | 29                | 29                |               |               |               |               |  |  | 2 juin 2024 | 2 juin 2024 | 2 juin 2024 | 2 juin 2024 |
|  | 6e       | Frontignan Handball            | 6e                       | Frontignan Handball      | 29                | 29                | 31            | 31            |               |               |  |  | 2 juin 2024 | 2 juin 2024 | 2 juin 2024 | 2 juin 2024 |
|  | 6e       | Frontignan Handball            | 1er juin 2024            |                          |                   |                   | 31            | 31            |               |               |  |  | 2 juin 2024 | 2 juin 2024 | 2 juin 2024 | 2 juin 2024 |
|  | 3e       | Pontault-Combault Handball     | 33                       | 28                       |                   |                   |               |               |               |               |  |  | 2 juin 2024 | 2 juin 2024 | 2 juin 2024 | 2 juin 2024 |
|  | 3e       | Pontault-Combault Handball     | 33                       | 28                       | Tremblay Handball | Tremblay Handball | 32            | 32            |               |               |  |  |             |             |             |             |
|  |          |                                |                          |                          | Tremblay Handball | Tremblay Handball | 32            | 32            |               |               |  |  |             |             |             |             |
|  |          |                                | Istres Provence Handball | Istres Provence Handball | 28                | 28                |               |               |               |               |  |  |             |             |             |             |
|  |          |                                |                          |                          | 28                | 28                |               |               |               |               |  |  |             |             |             |             |
|  |          |                                |                          |                          |                   |                   |               |               |               |               |  |  |             |             |             |             |
|  |          |                                |                          |                          |                   |                   |               |               |               |               |  |  |             |             |             |             |
|  | 2e       | Istres Provence Handball       | 28                       | 28                       |                   |                   |               |               |               |               |  |  |             |             |             |             |
|  | 2e       | Istres Provence Handball       | 28                       | 28                       | 21 et 24 mai 2024 |                   |               |               |               |               |  |  |             |             |             |             |
|  |          |                                | 4e                       | Sélestat Alsace Handball | 26                | 26                |               |               |               |               |  |  |             |             |             |             |
|  | 5e       | Jeunesse sportive de Cherbourg | 4e                       | Sélestat Alsace Handball | 26                | 26                | 26            | 29            |               |               |  |  |             |             |             |             |
|  | 5e       | Jeunesse sportive de Cherbourg |                          |                          |                   |                   |               | 29            |               |               |  |  |             |             |             |             |
|  | 4e       | Sélestat Alsace Handball       | 30                       | 32                       |                   |                   |               |               |               |               |  |  |             |             |             |             |
|  | 4e       | Sélestat Alsace Handball       | 30                       | 32                       |                   |                   |               |               |               |               |  |  |             |             |             |             |
|  |          |                                |                          |                          |                   |                   |               |               |               |               |  |  |             |             |             |             |

Remarques
- en demi-finale, le premier de la saison régulière affronte le vainqueur des barrages le moins bien classé à l'issue de la phase régulière.

## Bilan de la saison
| Description                      | Club                              | Commentaire                        |
| Accession en Starligue           |                                   |                                    |
| 1er de la phase régulière        | Tremblay Handball                 | Retour en D1 après 3 saisons en D2 |
| Finaliste de Proligue            | Istres Provence Handball          | Retour en D1 après 1 saison en D2  |
| Relégations depuis la Starligue  |                                   |                                    |
| Avant-dernier                    | Saran Loiret Handball             | Retour en D2 après 1 saison en D1  |
| Dernier                          | Dijon Métropole Handball          | Retour en D2 après 1 saison en D1  |
| Relégations en Nationale 1       |                                   |                                    |
| Avant-dernier                    | Angers SCO Handball               | Repêché                            |
| -                                | Villeurbanne Handball Association | Forfait général                    |
| Promotions depuis la Nationale 1 |                                   |                                    |
| 1er club VAP                     | US Dreux-Vernouillet              | Refus d'accession                  |
| 2e club VAP                      | US Saintes                        | Refus d'accession                  |